# Jim Foubister
James Stephen Graham „Jim” Foubister (Kanada, Manitoba, Winnipeg, 1954. július 6. –) kanadai profi jégkorongozó kapus és csapat igazgató.

## Karrier
Komolyabb junior karrierjét a Manitoba Junior Hockey League-es St. Boniface Saintsben kezdte 1970-ben. 1971-ben a Winnipeg Monarchshoz került, majd még ebben az évben egy ligával feljebb léphetett, a Western Canadian Hockey League-be és a Winnipeg Jetsben kezdett védeni. 1973-ban a csapatot átnevezték Winnipeg Clubsra. Utolsó junior évében a szintén WHL-es Victoria Cougarsba igazolt. Közben az 1974-es NHL-amatőr drafton a New York Islanders kiválasztotta a 9. kör 146. helyén. Felnőtt profi pályafutását az International Hockey League-es Muskegon Mohawksban kezdte és itt is fejezte be a szezon végén. Később játszott még winnipegi szenior csapatokban. 1985-ben rövid időre a WHL-es Brandon Wheat Kings általános igazgatója volt.